# Teodoro Aragón Foureaux
Teodoro Aragón Foureaux, conocido artísticamente como «Thedy» (Niza, 25 de febrero de 1886-Madrid, 31 de diciembre de 1974), fue un payaso español, parte del célebre trío Pompoff, Thedy y Emig.

## Biografía
Hijo y hermano de payasos —Gabriel Aragón Gómez «El Gran Pepino» y Arturo Aragón Foureaux «Tonino»–, a los 24 años forma pareja artística con otro de sus hermanos, José María Aragón Foureaux «Pompoff». Nació así una de las compañías de payasos más célebres en la España del siglo xx. Esa primera experiencia fue, sin embargo, rechazada por el público y el dúo se disolvió.
Aragón emigra a Estados Unidos y se convierte en acróbata. A su regreso, en 1913, se une de nuevo a José María y recrean Pompoff y Thedy, que algún tiempo después se convierte en trío al incorporarse otro de los hermanos, Emilio Aragón «Emig», que permanecería sin embargo pocos años junto a ellos.
Junto a José María, Aragón triunfó en los escenarios españoles, en especial en el Circo Price de Madrid, hasta que en 1952 se instalaron en Estados Unidos, continuando allí su carrera artística junto a su hijo Emilio «Zampabollos» y su sobrino José Aragón «Nabuconodosorcito».
Regresaron a España en 1967, retirándose ese año con unas últimas funciones en el Price.
Es tío de los populares payasos Gaby, Fofó y Miliki.